# Никодим (патриарх Иерусалимский)
Патриарх Никодим (греч. Πατριάρχης Νικόδημος ο Α'; в миру — Нико́лаос Цинцо́нис, греч. Νικόλαος Τσιντσώνης; 18 (30) ноября 1828, Константинополь — 5 (18) февраля 1910, Халки, Османская империя) — епископ Иерусалимской православной церкви; 135-й Патриарх града Иерусалима и всей Палестины (1883—1890).

## Биография
Родился 18 (30) ноября 1828 года в Константинополе, в православной греческой семье.
Начальное образование получил в школе при Константинопольской патриархии, а позднее окончил Богословскую школу на острове Халки. Работал учителем в одной из православных школ Иерусалима, а вскоре посвящён в сан диакона (через год возведён с сан протодиакона).
В 1859 году был возведён в достоинство архимандрита, а в 1860 году получил почётное назначение управляющего имениями Святогробского братства в Бессарабии. Хорошо владел русским языком и состоял в переписке со многими высокопоставленными лицами в Санкт-Петербурге.
В 1872 году был отозван в Иерусалим, где назначен великим драгоманом Иерусалимской патриархии. При разгоревшемся противостоянии греков и арабов, был командирован патриархом Иерусалимским Прокопием II в Акру для умирения враждующих сторон.
В 1877 году был командирован в Москву на пост настоятеля Иерусалимского подворья и представителя Иерусалимского патриарха в России. Митрополит Новгородский и Санкт-Петербургский Исидор (Никольский) возглавил его хиротонию во епископа Фаворского.
4 августа 1883 года получил извещение из Иерусалима о заочном избрании его на кафедру патриарха Иерусалимского.
Вступивши на престол, он начал бороться с активизировавшейся католической и протестантской миссионерской деятельностью в Палестине, и преуспел в этом, удержав многих из своей паствы в лоне Православия, и даже обратив некоторых католиков и протестантов.
В 1885 году предпринял осмотр территории всей Палестины. По возвращении в Иерусалим, ходатайствовал перед османским правительством о присоединении святынь, находящихся во владении мусульман, к владениям православных.
За период своего предстоятельства построил и восстановил значительное количество храмов и монастырей, почти вдвое увеличил число народных школ.
30 июля 1890 года оставил свой пост и удалился на покой на остров Халки. До своей кончины получал пенсию от Иерусалимской патриархии (около 5 тысяч рублей в год) и такую же сумму из России (на основании указа Императора Александра III из его личных средств). От пенсии в размере 50 лир (около 450 рублей) ежемесячно, предложенной от имени султана, отказался.
Скончался 5 (18) февраля 1910 года на острове Халки.